# The Outlaw and the Lady
The Outlaw and the Lady è un cortometraggio muto del 1917 diretto da Fred Kelsey, sceneggiato e interpretato da Harry Carey.	Tra gli altri interpreti, l'attrice australiana Louise Lovely e Jack Richardson che, nella sua carriera durata fino al 1952, girò 529 film.

## Produzione
Il film fu prodotto dal Bison Motion Pictures, la compagnia specializzata in western fondata nel 1909. Il 1917 fu l'ultimo anno di attività della casa che produsse in totale 618 film.

## Distribuzione
Distribuito dalla Universal Film Manufacturing Company, il film - un cortometraggio in due bobine - uscì nelle sale cinematografiche statunitensi il 10 febbraio 1917.